# Bob Joles
Bob Joles (ur. 16 lipca 1959 w Glendorze) – amerykański aktor dubbingowy.

## Dubbingi[1]

### Filmy animowane
- Scooby Doo i duch czarownicy jako Jack (1999)
- The Wacky Adventures of Ronald McDonald: Have Time, Will Travel jako burmistrz McCheese, człowiek z tłumu i rycerz (2002)
- Księga dżungli 2 jako Bagheera (2003)
- Dżungla jako wodzirej; Po rozum do mrówek jako osa (2006)
- Kroniki Spiderwick jako gobliny (2008)
- Kot w butach jako Giuseppe (2011)
- Batman: Gotham by Gaslight jako burmistrz Tollivar (2018)
- Greenowie w wielkim mieście: Kosmiczne wakacje jako Bill Green (2024)[2]

### Filmy krótkometrażowe
- Disney Broken Karaoke jako Bill Green (2019)
- Disney Theme Song Takeover jako Bill Green (2019)
- Było sobie studio jako Cogsworth (2023)

### Gry
- The Jungle Book: Rhythm 'n' Groove jako Bagheera (2000)
- Dark Cloud 2 jako Lao Chao (2003)
- Lemony Snicket’s A Series of Unfortunate Events jako Uncle Mounty; Van Helsing jako Mr. Hyde; Władca Pierścieni: Bitwa o Śródziemie jako drzewiec (2004)
- Destroy All Humans! jako G-Man i naukowiec; Fantastic Four jako Blastaar; Neopets: The Darkest Faerie jako król Werelupe; SpongeBob SquarePants: Lights, Camera, Pants! jako Man Ray (2005)
- Dirge of Cerberus: Final Fantasy VII jako Grimoire Valentine; Heroes of Might and Magic V: Kuźnia Przeznaczenia jako Wulfstan; Neopets: Petpet Adventures: The Wand of Wishing jako Archos (2006)
- God of War II jako król barbarzyńców i Ikar; Heroes of Might and Magic V: Dzikie hordy jako Kha-Beleth, Kingpin i Wulfstan (2007)
- CSI: Kryminalne zagadki Nowego Jorku jako Ezio Moretti i Lucas Trenton; Metal Gear Online jako żołnierze; Metal Gear Solid 4: Guns of the Patriots jako dowódca prywatnej firmy wojskowej (2008)
- SpongeBob's Truth or Square jako Pan Krab; Władca Pierścieni: Podbój jako drzewiec, Gimli i dowódca Uruk-Hai (2009)
- Epic Monkey jako Gus; Kingdom Hearts: Birth by Sleep jako Apsik; SpongeBob's Boating Bash jako Pan Krab; White Knight Chronicles jako król Valtos (2010)
- Nicktoons MLB jako Mr. Nesmith; Shadows of the Damned jako demony; Władca Pierścieni: Wojna na Północy jako Gimli (2011)
- Lego Lord of the Rings jako drzewiec i Gimli (2012)
- SpongeBob Moves In! jako Pan Krab; The Wonderful 101 jako Gimme, Laambo i Walltha (2013)
- Śródziemie: Cień Mordoru jako ork (2014)
- Final Fantasy XV jako Iedolas Aldercapt; Mighty No. 9 jako Dr. Blackwell; World of Final Fantasy jako Odin (2016)
- SpongeBob: Patty Pursuit jako Man Ray (2020)
- Chocobo GP jako Odin (2022)

### Programy telewizyjne
- Johnny Bravo jako gangster, pastuch i niedźwiedź (1997)
- Atomówki jako strażnik i urzędnik; Godzilla (serial animowany jako Hank, pilot myśliwca i pracownik naftowy; Oh Yeah! Cartoons jako wujek Betty, dyrektor, Migmar Magma i rośliny (1998)
- Batman przyszłości jako kierowca; SpongeBob Kanciastoporty jako Man Ray (1999)
- Przygody Jackie Chana jako kustosz muzeum (2000)
- Café Myszka jako Apsik; Samurai Jack jako Cacciatore, klient i treser robaków; Strażnicy czasu jako Ludwig von Beethoven, Benjamin Franklin i Orville Wright; Transformers: Car Robots jako X-Brawn (2001)
- Kaczor Dodgers jako Skunderbelly; Z życia nastoletniego robota jako członkowie straży obywatelskiej, Head Bully, Jacque, łapacz psów, Marty Rossian, spiker i szef (2003)
- Danny Phantom jako Frostbite; Liga Sprawiedliwych bez granic jako Hades (2004)
- Naruto jako Fujin (2005)
- Chowder jako Mr. Fugu, niedźwiedź i strażnik (2007)
- Planeta Sheena jako Boh-Rok, Drakbog, Flaven, Gary, Gronze, Jerry, Mr. Nesmith, obcy, strażnicy i Zeenuianie (2010)
- Blaze i mega maszyny jako Święty Mikołaj (2014)
- Wyluzuj, Scooby Doo! jako Ray (2015)
- Spider-Man jako członek AIM, gospodarz J. Jonah Jameson, maszynista pociągu, naukowiec, pasażer autobusu i policjant (2017)
- Greenowie w wielkim mieście jako Bill Green (2018)[3]
- Kto zje zielone jajka sadzone? jako świnia, policjant ze Shvizelton, pracownik SnerzCo, przechodzień, strażnik i Walter (2019)